# Karkosy
Karkosy [pronunciación en polaco: /karˈkɔsɨ/] es un pueblo ubicado en el distrito administrativo de Gmina Łęczyca, dentro del Distrito de Łęczyca, Voivodato de Łódź, en Polonia central. Se encuentra aproximadamente a 9 kilómetros al suroeste de Łęczyca y a 37 kilómetros al noroeste de la capital regional Łódź.